# Isole Tremiti
Le isole Tremiti (AFI: /ˈtrɛmiti/), localmente Trèmmëtë,  (o, letterariamente, Diomedee /di.omeˈdɛe/, dal greco antico Διομήδεες?, Diomḗdees) sono un arcipelago del mare Adriatico, a 22 km a nord del promontorio del Gargano (costa pugliese) e 45 km a est da Termoli (costa molisana).
Amministrativamente, l'arcipelago costituisce il comune sparso di Isole Tremiti di 481 abitanti della provincia di Foggia in Puglia. Il capoluogo è San Nicola, sull'omonima isola. Il comune fa parte del parco nazionale del Gargano. Dal 1989 una porzione del suo territorio costituisce la riserva naturale marina Isole Tremiti.
Isole Tremiti è il comune più settentrionale della Puglia. I principali porti di imbarco per l'arcipelago sono quello di Manfredonia, Vieste, Rodi Garganico e quello di Termoli, l’unico che ne permetta il collegamento alla terraferma tutto l’anno.

## Geografia fisica

### Territorio

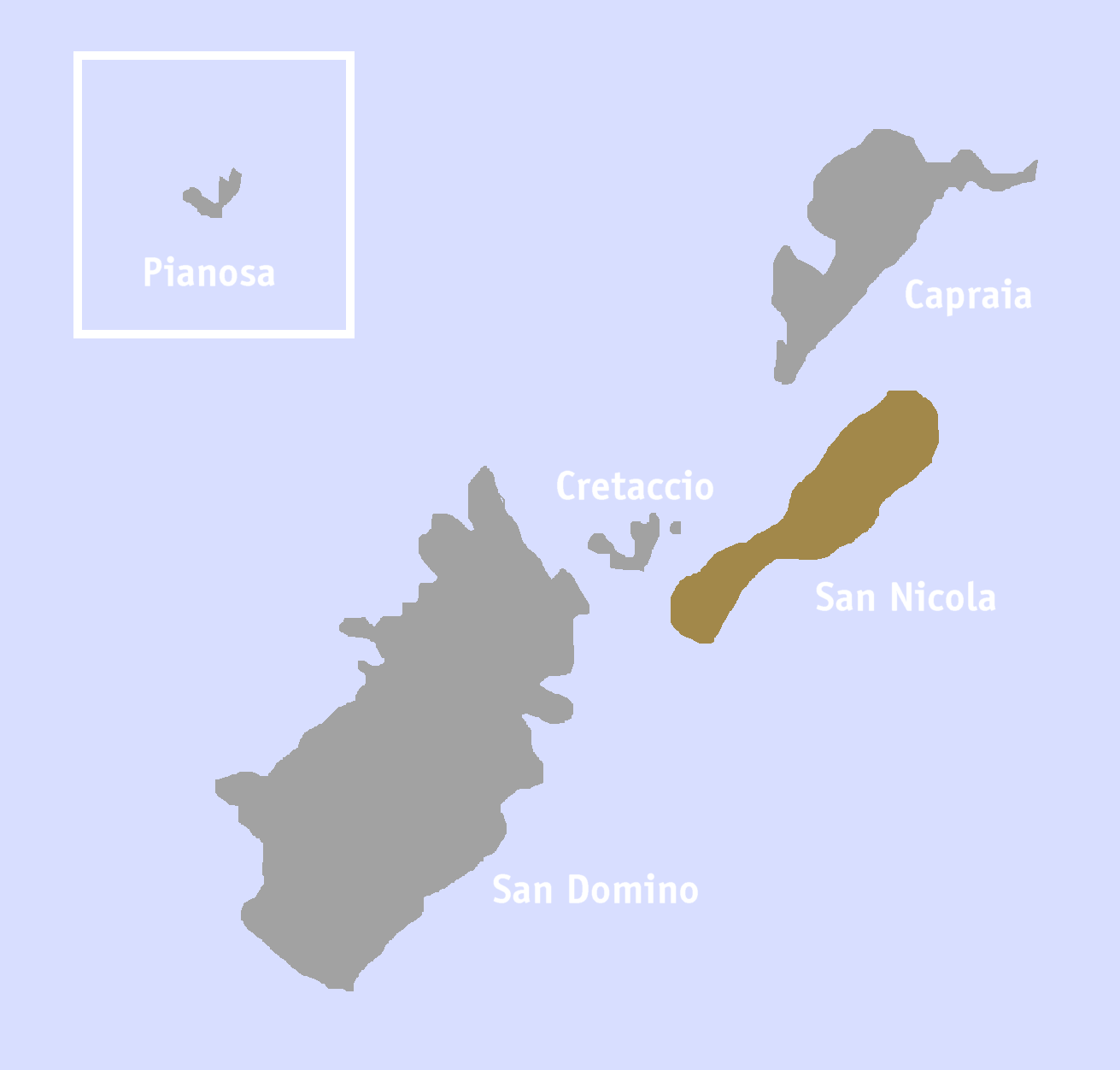
Arcipelago delle isole Tremiti, con evidenziata l'isola di San Nicola, sede del municipio e del santuario di Santa Maria a Mare

L'arcipelago è composto dalle isole di:
- San Nicola, sede comunale, dove si trovano i principali monumenti dell'arcipelago. La superficie è di 0,456826 km² (45,6826 ha);
- San Domino, la più grande e la più abitata, sulla quale sono insediate le principali strutture turistiche grazie alla presenza dell'unica spiaggia sabbiosa dell'arcipelago (Cala delle Arene). La superficie è di 2,0745 km² (207,45 ha);
- Capraia (detta anche Caprara o Capperaia), la seconda per grandezza, disabitata. La superficie è di 0,486970 km² (48,6970 ha);
- Pianosa, un pianoro roccioso anch'esso completamente disabitato e distante una ventina di chilometri dalle altre isole. La superficie è di 0,124902 km² (12,4902 ha);
- Il Cretaccio, un grande scoglio argilloso a breve distanza da San Domino e San Nicola. La superficie è di 0,034841 km² (3,4841 ha);
- La Vecchia, uno scoglio più piccolo del Cretaccio e prossimo a questo.

La superficie totale dell'arcipelago che corrisponde alla superficie del comune di Isole Tremiti è di 3,1780 km² (317,80 ha).

### Clima
Le isole Tremiti, da un punto di vista generale, presentano marcatamente un clima mediterraneo, e nel dettaglio caratterizzato dai seguenti aspetti climatologici:
- temperatura: andamento annuale riconducibile a inverni miti ed estati calde. Mancanza di un prolungato e marcato periodo di aridità estiva[N 1];
- piovosità: quasi esclusivamente concentrata nel periodo autunno-invernale, risulta limitata (~476 mm medi annuali)[N 1];
- ventosità: il regime anemologico è dominato dai venti provenienti dal 2º (Levante, Scirocco, ecc.) e dal 4º quadrante (ponente, tramontana, maestrale, ecc.)[N 2];
- stato del mare: soprattutto favorevoli nel periodo estivo, mentre mareggiate e burrasche sono più frequenti nel periodo autunno-invernale[N 2].

Dal punto di vista legislativo le isole Tremiti ricadono nella fascia climatica "C", in quanto i gradi giorno sono 953.

## Origini del nome
(Epigramma del canonico Basilio Sereno da Milano allo stesso chiarissimo vescovo.)
Secondo Giovanni Alessio il toponimo deriva dal greco antico Τρίμερος?, Trímeros, Trimerus in latino
, di origine incerta e comunque non legata a termes, termitis ‘olivo’. Invece Colella e Olivieri lo collegano proprio a quest'ultimo termine latino, da cui le voci meridionali e pugliesi tèrmete o tèrmiti, ‘oleastro’ con riflessi nella toponomastica pugliese.

## Storia
(Lucio Dalla, in un'intervista sul  web, su parcogargano.it. del maggio 2002.)

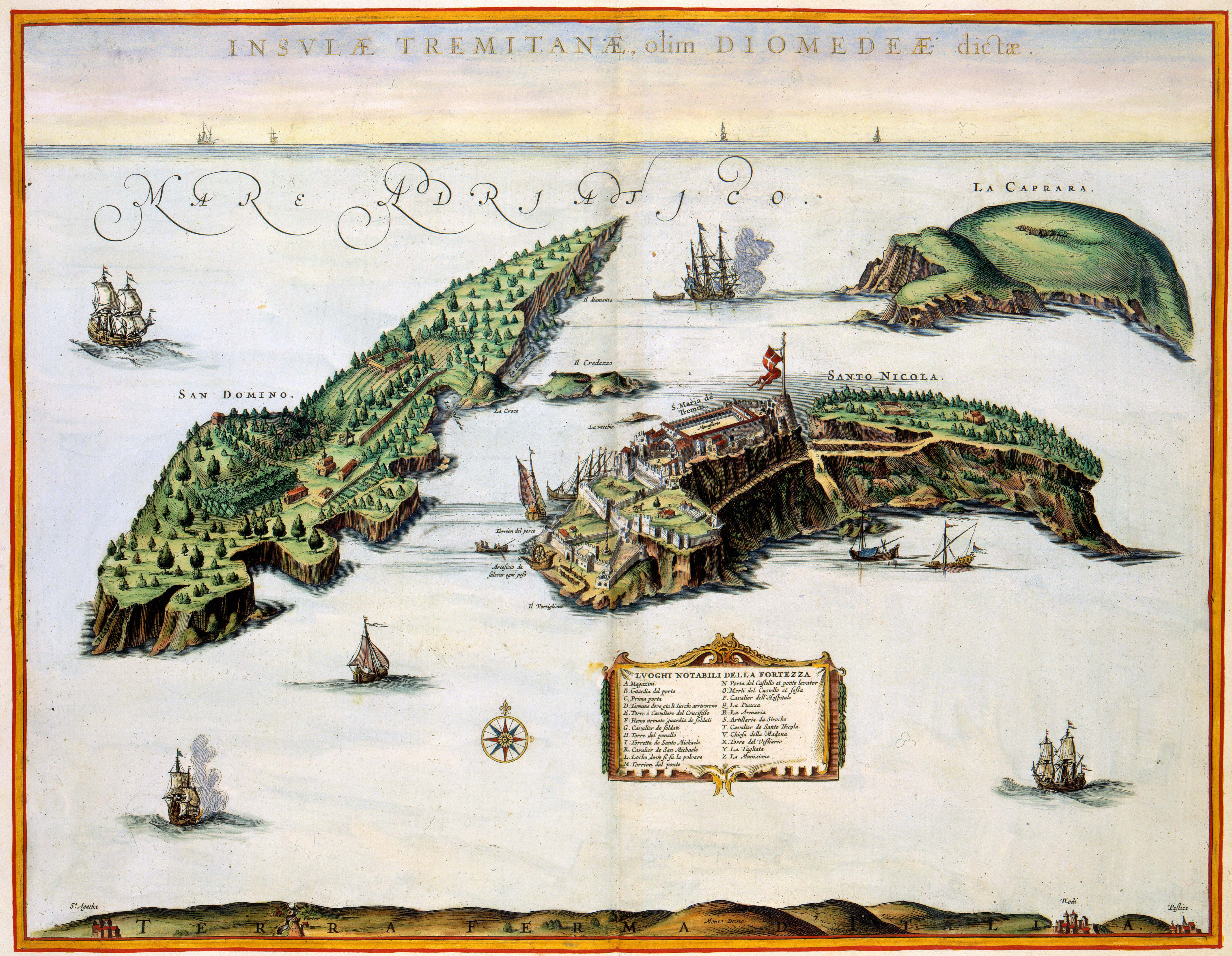
Mappa delle isole Tremiti tratta dall'Atlas Maior di Joan Blaeu (1662)

Abitate già in antichità (IV-III secolo a.C.), le isole per secoli furono soprattutto un luogo di confino. In epoca romana le isole erano note con il nome Trimerus. L'imperatore Augusto vi relegò la nipote Giulia che vi morì dopo vent'anni di soggiorno forzato. Nel 780 Carlo Magno vi esiliò Paolo Diacono che, però, riuscì a fuggire.
La storia dell'arcipelago non è però solo legata agli esiliati, più o meno illustri, che qui furono confinati, ma soprattutto alle vicende storiche, politiche ed economiche dell'abbazia di Santa Maria a Mare (definita da Émile Bertaux in una sua opera «la Montecassino in mezzo al mare»).
Secondo il Chartularium Tremitense, il primo centro religioso fu edificato nel territorio delle isole adriatiche nel IX secolo per opera dei benedettini come dipendenza diretta dell'abbazia di Montecassino. Certo è che nell'XI secolo il complesso abbaziale raggiunse il massimo splendore, aumentando a dismisura possedimenti e ricchezze, cosa che portò alla riedificazione da parte dell'abate Alderico della chiesa con consacrazione nel 1045 effettuata dal vescovo di Dragonara.
La magnificenza di questo periodo è testimoniata dalla presenza tra le mura del monastero di ospiti illustri, tra i quali Federico di Lorena (divenuto poi papa Stefano IX) e Dauferio Epifani (successivamente papa Vittore III). Con la bolla di Alessandro IV del 22 aprile 1256 venne confermata la consistenza dei beni posseduti dalla comunità monastica. L'intero complesso rimase un possedimento dell'abbazia di Montecassino per circa un secolo, nonostante le pressanti richieste di autonomia e le proteste dei religiosi tremitesi.
Nel XIII secolo, oramai svincolata dal monastero cassinese, aveva possedimenti in terraferma dal Biferno fino alla città di Trani. Secondo le cronache dell'epoca, le tensioni mai sopite con il monastero laziale e i frequenti contatti con i dalmati, invisi alla Santa Sede, portarono i monaci del complesso a una decadenza morale che spinse nel 1237 il cardinale Raniero da Viterbo a incaricare l'allora vescovo di Termoli di sostituire alla guida dell'abbazia l'ordine di San Benedetto con i Cistercensi.
In seguito, Carlo I d'Angiò munì il complesso abbaziale di opere di fortificazione. Nel 1334 l'abbazia fu depredata dal corsaro dalmata Almogavaro e dalla sua flotta, proveniente dalla città dalmata di Almissa, i quali trucidarono i monaci mettendo fine alla presenza cistercense nell'arcipelago.
Nel 1412, in seguito a pressioni e lettere apostoliche, e su diretto ordine di papa Gregorio XII, dopo il rifiuto di diversi ordini religiosi, una piccola comunità di canonici regolari, proveniente dalla canonica di Santa Maria di Frigionaia in Lucca e guidata da Leone da Carrara si trasferì sull'isola per ripopolare l'antico centro religioso. I lateranensi restaurarono il complesso abbaziale, ampliandone le costruzioni, soprattutto con la realizzazione di numerose cisterne funzionanti ed estesero i possedimenti dell'abbazia sul Gargano, in Terra di Bari, Molise e Abruzzo.
Nel 1566 l'abbazia-fortezza di San Nicola riuscì a resistere agli attacchi della flotta di Piyale Paşa.
L'abbazia fu soppressa nel 1783 dal re Ferdinando IV di Napoli, che nello stesso anno istituì sull'arcipelago una colonia penale. Nel periodo napoleonico l'arcipelago fu occupato dai murattiani che si trincerarono all'interno della fortezza di San Nicola resistendo validamente agli assalti di una flotta inglese (1809). Di questi attacchi sono visibili i buchi delle palle di cannone inglesi sulla facciata dell'abbazia. In seguito a tale evento, Murat concesse la grazia ai deportati che avevano collaborato alla resistenza contro gli inglesi. Fu così che ebbe fine la prima colonizzazione delle Tremiti, effettuata mediante l'insediamento di colonie penali.
Nel 1843 il re Ferdinando II delle Due Sicilie, con l'intento di ripopolare le isole, vi fece insediare molti pescatori provenienti da Ischia che poterono così sfruttare proficuamente la pescosità di quell'area marittima e da famiglie del regno, dando luogo così a una seconda colonizzazione delle Tremiti.

Prigionieri arabi vicini al campo di concentramento delle isole Tremiti

Nel 1911, dopo la battaglia di Sciara-Sciat, furono deportati alle Tremiti circa milletrecento prigionieri libici che si erano opposti all'occupazione coloniale italiana. A distanza di un anno circa, un terzo di questi erano morti di tifo esantematico.
L'autonomia comunale risale al 1932.
In epoca fascista l'arcipelago continuò a essere un luogo di confino, ospitando – tra l'altro – anche il futuro presidente della Repubblica, Sandro Pertini, e Amerigo Dumini.
Mussolini fece deportare centinaia di omosessuali a San Domino nel 1938. Nessuna legge proibiva l'omosessualità all'epoca, ma Mussolini voleva nascondere l'esistenza stessa degli omosessuali, sostenendo che «In Italia ci sono solo uomini veri». Le condizioni sull'isola erano molto difficili e alcuni morirono. San Domino aveva la particolarità di essere l'unico campo di internamento in cui tutti i prigionieri erano uomini gay, paradossalmente formando una "comunità" gay. I dormitori erano spartani, senza elettricità o acqua corrente. Una campana suonava alle 8 di sera ogni giorno, segnalando che non era più permesso di stare fuori. Il confino terminò il 28 maggio 1940, per volontà del capo della polizia Bocchini, in accordo con il duce: l'Italia era in guerra e servivano uomini e spazi di detenzione. Il 7 giugno i confinati lasciarono l'isola e, a sorpresa, molti di loro ne furono rammaricati, dato che li aspettava il ritorno a casa dove, seppur liberi, non potevano essere sé stessi per via dell'omofobia dilagante.
Nell'autunno 1940 San Domino fu trasformato in un campo di internamento dove vennero reclusi politici anti-regime ed ebrei.
Nel 1987 Muʿammar Gheddafi, in virtù delle deportazioni di cittadini libici effettuate soprattutto dal governo Giolitti a partire dal 1911, dichiarò che l'arcipelago era parte della Libia. Tali pretese territoriali seguivano la tensione diplomatica che sussisteva con l'Italia.
Nella notte fra il 7 e l'8 novembre 1987 due cittadini svizzeri, Jean-Louis Nater e Samuel Albert Wampfler, misero una bomba sul faro di San Domino. Il primo rimase ucciso nell'attentato, il secondo fu catturato e condannato. Sulle prime si pensò a un attentato libico, ma successive ipotesi giornalistiche suggerirono che i due attentatori, agenti segreti, collaborassero con i servizi francesi, nazione con la quale l'Italia aveva all'epoca una controversia diplomatica per la successione a Habib Bourguiba in Tunisia. Tuttavia il processo al secondo attentatore, chiusosi nel 1990 con la condanna a dieci anni di reclusione (mai scontata), non condusse a nessuna certezza.
Il 28 ottobre 2008 una trentina di abitanti delle isole si sottoposero, volontariamente, all'esame del DNA allo scopo di stabilire se nel loro sangue vi fosse traccia di quei deportati libici del 1911. Il risultato fu negativo.

### I miti legati a Diomede
L'arcipelago ha legato nel corso dei millenni il suo nome a quello dell'eroe acheo Diomede, tanto che in antichità le isole furono chiamate "isole Diomedee" (Insulae Diomedeae in latino o Διομήδειαι in greco antico). In tale ambito rientra anche il nome della rarità botanica (endemismo) chiamata fiordaliso delle Tremiti (Centaurea diomedea Gasp.) presente sulle rupi calcaree delle isole.
La leggenda racconta che nacquero per mano di Diomede, quando gettò in mare tre giganteschi massi (corrispondenti a San Domino, San Nicola e Capraia), portati con sé da Troia e misteriosamente riemersi sotto forma di isole. Qui approdato, l'eroe ebbe il primo contatto con la Daunia, prima di sbarcare sul Gargano, nei pressi di Rodi alla ricerca di un terreno più fecondo, peregrinando per la regione dauna e unendosi in matrimonio con la figlia (Euippe, secondo alcuni Drionna, secondo altri Ecania) di Dauno, re dei dauni.
Una variante di questo mito, con meno basi epiche, vuole che i tre massi fossero avanzati dal carico che l'eroe omerico aveva utilizzato per tracciare i confini del suo nuovo regno, la Daunia, quindi con collocazione dell'episodio già dopo il matrimonio con Euippe.
La leggenda, tuttavia, non lega soltanto la nascita delle Tremiti a Diomede, ma vuole anche che Diomede stesso sia morto nell'arcipelago pugliese.

## Monumenti e luoghi d'interesse
- Abbazia di Santa Maria a Mare, sull'isola di San Nicola, è un monumento del protoromanico adriatico, che integra tratti della cultura dell'Europa occidentale con quella della cultura bizantina e mediterranea[22].

## Società

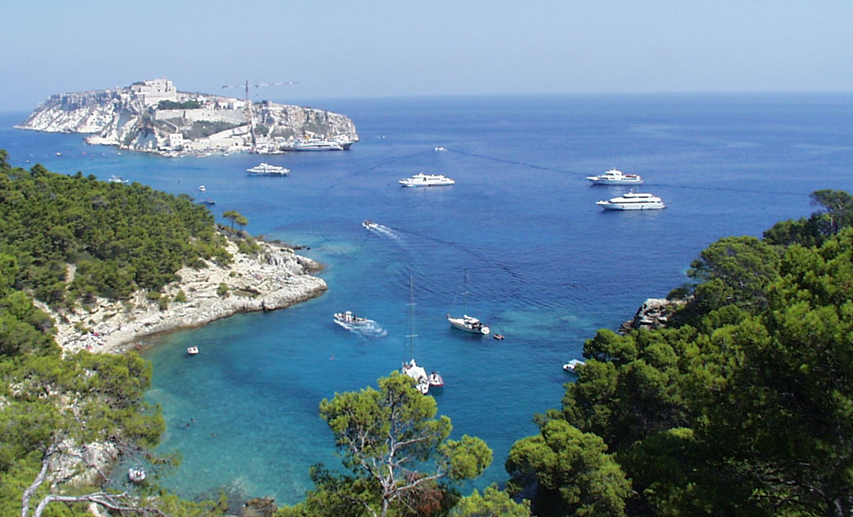
San Nicola vista da San Domino

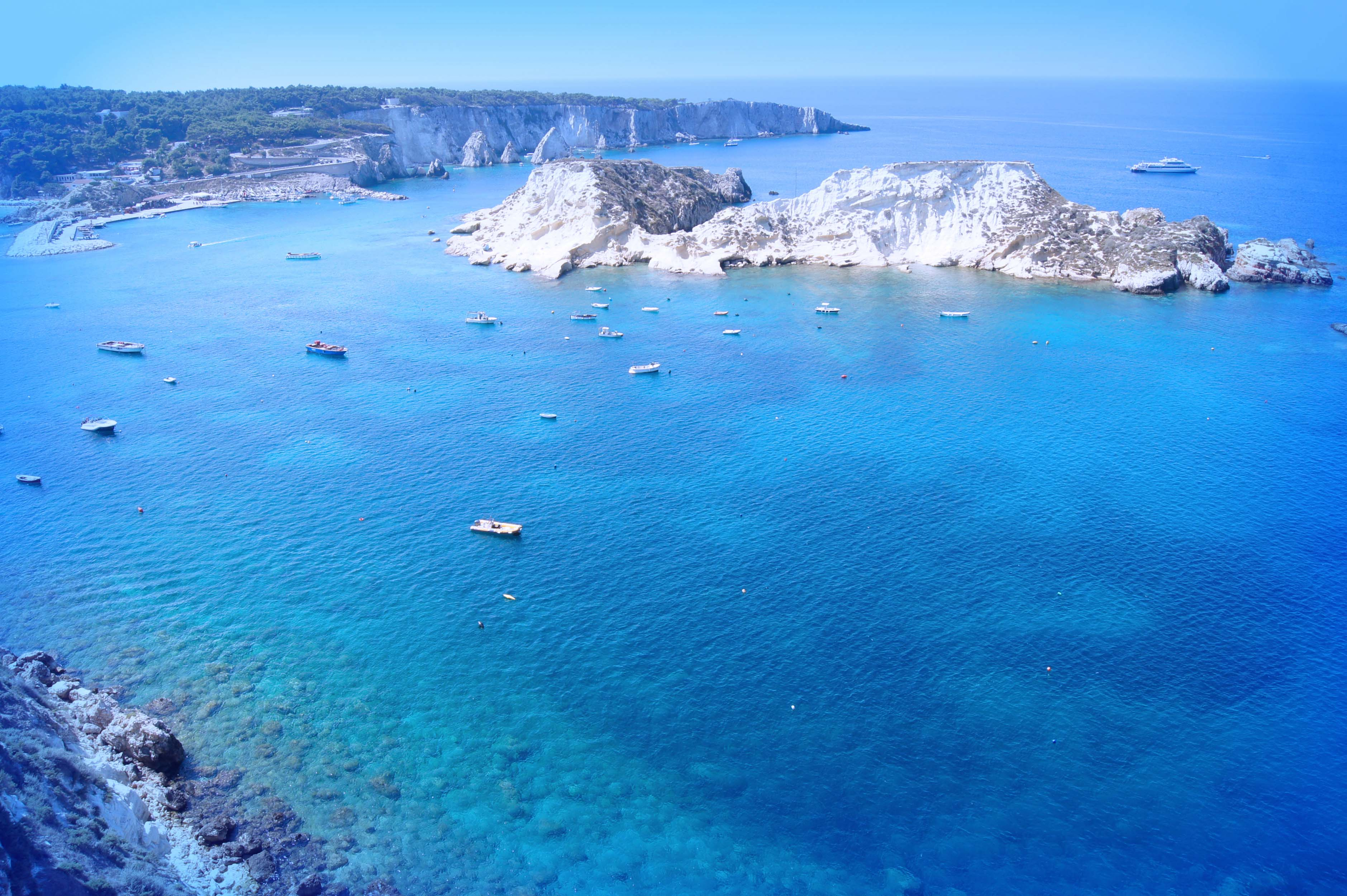
San Domino vista da San Nicola

### Evoluzione demografica
Abitanti censiti

In Della descrizione geografica e politica delle Sicilie di Giuseppe Maria Galanti si citano soli 45 abitanti all'inizio del XIX secolo.
Dagli Atti Parlamentari del Senato del Regno della Legislatura XXIII - 1ª sessione 1909-910 - tornata del 23 febbraio 1910, risultano 845 abitanti al 1910.

### Etnie e minoranze straniere
Secondo i dati ISTAT al 31 dicembre 2010 la popolazione straniera residente era di 34 persone. Le nazionalità maggiormente rappresentate in base alla loro percentuale sul totale della popolazione residente erano:
1. Bangladesh: 8 (1,65%);
2. Albania: 7 (1,44%);
3. Romania: 6 (1,23%);
4. Polonia: 5 (1,03%).

### Lingue e dialetti
Nelle isole Tremiti la popolazione parla un dialetto napoletano: l'ischitano, anziché il dialetto garganico, parlato nella vicina terraferma: questo è spiegabile in quanto l'isola fu popolata da Ferdinando II nel 1843 con pescatori provenienti da Ischia e da famiglie di mercanti del Regno delle Due Sicilie che continuarono a parlare e a diffondere la lingua d'origine anche a distanza di tempo.

## Economia

### Turismo
L'economia del comune si basa essenzialmente sulle attività turistiche. Per la qualità delle sue acque di balneazione è stato più volte insignito della bandiera blu per il suo carattere paesaggistico e storico di particolare pregio l'arcipelago è inserito nel parco nazionale del Gargano. Ma sin dagli anni cinquanta fu oggetto di particolari interessi per lo sfruttamento turistico, come testimonia un tentativo di progetto di una struttura ricettiva a metà anni cinquanta mai realizzata.

## Amministrazione
Di seguito è riportata una tabella relativa alle amministrazioni che si sono succedute in questo comune.
| Periodo          | Periodo          | Primo cittadino        | Partito                                    | Carica              | Note   |
| ---------------- | ---------------- | ---------------------- | ------------------------------------------ | ------------------- | ------ |
| 22 giugno 1988   | 10 agosto 1989   | Giuseppe Calabrese     | Democrazia Cristiana                       | Sindaco             | [ 28 ] |
| 10 agosto 1989   | 26 febbraio 1990 | Francesco Cappetta     | –                                          | Comm. prefettizio   | [ 28 ] |
| 26 febbraio 1990 | 18 giugno 1994   | Giuseppe Calabrese     | Democrazia Cristiana                       | Sindaco             | [ 28 ] |
| 18 giugno 1994   | 21 novembre 1994 | Pasquale Santamaria    | –                                          | Comm. pref.         | [ 28 ] |
| 21 novembre 1994 | 30 novembre 1998 | Antonio Federico Greco | Lista civica                               | Sindaco             | [ 28 ] |
| 30 novembre 1998 | 27 maggio 2003   | Antonio Federico Greco | Lista civica                               | Sindaco             | [ 28 ] |
| 27 maggio 2003   | 15 aprile 2008   | Giuseppe Calabrese     | Unione di Centro                           | Sindaco             | [ 28 ] |
| 15 aprile 2008   | 28 febbraio 2011 | Giuseppe Calabrese     | Lista civica                               | Sindaco             | [ 28 ] |
| 28 febbraio 2011 | 7 maggio 2012    | Carmela Palumbo        | –                                          | Comm. straordinario | [ 28 ] |
| 7 maggio 2012    | 13 giugno 2022   | Antonio Fentini        | Lista civica Voltare pagina per Tremiti    | Sindaco             | [ 28 ] |
| 13 giugno 2022   | 12 maggio 2023   | Giuseppe Calabrese     | Lista civica Tremiti prima di tutto - Lega | Sindaco             | [ 28 ] |
| 12 maggio 2023   | 7 giugno 2024    | Luciano Cafiero        | Lista civica Tremiti prima di tutto        | Vicesindaco f.f.    | [ 28 ] |
| 8 giugno 2024    | in carica        | Annalisa Lisci         | Lista civica                               | Sindaca             | [ 28 ] |

### Gemellaggi
- Vasto, dal 2001[30]

## Infrastrutture e trasporti
Le isole sono collegate con la terraferma tramite navi, motonavi, traghetti, aliscafi, ecc., in partenza, a seconda dei periodi, dai porti dell'Abruzzo (Ortona, Pescara e Vasto), del Molise (Termoli, unico scalo collegato tutto l'anno con l'arcipelago) e della Puglia, da diverse località del Gargano (Manfredonia, Peschici, Rodi Garganico e Vieste).
Presso l'isola di San Domino è presente un eliporto sul quale opera la compagnia Alidaunia con voli quotidiani sulla rotta Foggia-Vieste-Isole Tremiti.
È presente un eliporto anche sull'isola di San Nicola.

### Annotazioni
1. 1 2  I dati si riferiscono a misurazioni effettuate presso la stazione meteorologica di San Nicola per un ventennio (1959-1979) e pubblicati sugli annali meteorologici dell'ISTAT.
2. 1 2  I dati si riferiscono a rilevazioni effettuate nel periodo 1930-1946 dalla stazione meteomarina dell'isola di Pelagosa (posta a circa 37 miglia nautiche o 69 chilometri a est-nord est dalle Tremiti) e pubblicati dall'istituto idrografico della marina di Genova.
3. ↑  Riconoscimento ottenuto – tra gli altri – nel 2002, 2003 e 2006[25][26].
4. ↑  Deceduto in carica.

### Fonti
1. 1 2   Bilancio demografico mensile anno 2025 (dati provvisori), su demo.istat.it, ISTAT.
2. ↑   Comune di Isole Tremiti – Statuto (PDF), su incomune.interno.it. URL consultato il 14 gennaio 2018 (archiviato dall'url originale il 15 gennaio 2018).
3. ↑   Classificazione sismica (XLS), su rischi.protezionecivile.gov.it.
4. ↑   Tabella dei gradi/giorno dei Comuni italiani raggruppati per Regione e Provincia (PDF), in Legge 26 agosto 1993, n. 412, allegato A, Agenzia nazionale per le nuove tecnologie, l'energia e lo sviluppo economico sostenibile, 1º marzo 2011,  p. 151. URL consultato il 25 aprile 2012 (archiviato dall'url originale il 1º gennaio 2017).
5. ↑   Luciano Canepari, tremiti, in Il DiPI: dizionario di pronuncia italiana, Bologna, Zanichelli, 1999, ISBN 88-08-09344-1.
6. ↑   Teresa Cappello e Carlo Tagliavini, Dizionario degli etnici e dei toponimi italiani, Bologna, Pàtron, 1981,  p. 264, SBN UMC0979712.
7. ↑  
 Bruno Migliorini et al., Scheda sul lemma "diomedeo", in Dizionario d'ortografia e di pronunzia, Rai Eri, 2010, ISBN 978-88-397-1478-7.
8. ↑   Classificazione climatica di Isole Tremiti, su Tuttitalia. URL consultato il 27 luglio 2023.
9. ↑   Benedetto Cocarella, Descrizione accuratissima delle isole Tremiti, un tempo isole Diomedee, a cura di Giuseppe Radicchio, traduzione di Anna Maria Buonanome, Bari, Palomar, 1998,  p. 25, SBN NAP0216892. URL consultato il 27 luglio 2023.
10. ↑   Giovanni Alessio, Appunti sulla toponomastica pugliese (PDF), in Iapigia, vol. 13, n. 3, Bari, Alfredo Cressati, 1942,  p. 188. URL consultato il 28 luglio 2023.
11. ↑   Giovanni Colella, Toponomastica pugliese: dalle origini alla fine del Medio Evo, Trani, Vecchi & C., 1941,  p. 333, SBN NAP0135093.
12. ↑   Dante Olivieri, Appunti e questioni di toponomastica pugliese, in Istituto lombardo di scienze e lettere: rendiconti; classe di lettere, vol. 89-90, Milano, Istituto lombardo Accademia di scienze e lettere, 1956,  p. 379.
13. ↑   Dizionario di toponomastica, Torino, UTET, 1990,  p. 392, ISBN 88-02-07228-0.
14. ↑   Ciro Santoro, Note di fitonomastica apula-salentina, in Studi linguistici salentini, vol. 7, Lecce, Associazione linguistica salentina Oronzo Parlangèli, 1974-1975,  pp. 202-203.
15. ↑  (FR) Émile Bertaux, L'Italie inconnue (Voyages dans l'ancien Royaume de Naples) IV Le mont Gargano et les îles Tremiti, in Le tour du monde: journal des voyages at des voyageurs, Paris, Hachette,  p. 286. URL consultato il 27 luglio 2023.
«fut un Mont-Cassin en pleine mer»
16. ↑   I deportati libici in Italia negli anni 1911- 1912 (archiviato dall'url originale il 19 settembre 2018).. LaVeja, 11 novembre 2016.
17. ↑  (EN) World Fascism, a historical encyclopedia, vol. 1,  p. 322.
18. ↑  (EN) Alan Johnston, A gay island community created by Italy's fascists, su BBC News, 12 giugno 2013. URL consultato il 13 giugno 2013 (archiviato dall'url originale il 31 marzo 2019).
19. ↑   Isole Tremiti: un luogo di confino per gay nell'Italia fascista, su thevision.com. URL consultato il 12 maggio 2020.
20. ↑   Sandro Pignatti, Flora d'Italia, vol. 3, Milano, Edagricole, 2018,  p. 1001, ISBN 978-88-506-5244-0.
21. ↑   N. Imperiale, Storie di Puglia: il mito dell’eroe greco e le isole Tremiti, in https://www.bari-e.it/storie-di-puglia/storie-di-puglia-il-mito-delleroe-greco-e-le-isole-tremiti/.
22. ↑   Maria Teresa Gigliozzi, L'abbazia di Santa Maria di Tremiti nell'ambito del protoromanico adriatico: un esempio di integrazione tra Occidente e Mediterraneo in terra di frontiera, in Il capitale culturale, n. 16, 2017, ISSN 2039-2362 (WC · ACNP). URL consultato il 27 luglio 2023.
23. ↑  Dati tratti da:
  -  Popolazione residente dei comuni. Censimenti dal 1861 al 1991 (PDF), su ebiblio.istat.it, ISTAT.
  -  Popolazione residente per territorio – serie storica, su esploradati.censimentopopolazione.istat.it.
Nota bene: il dato del 2021 si riferisce al dato del censimento permanente al 31 dicembre di quell'anno.
24. ↑   Italia : Camera dei Senatori, Atti parlamentari della Camera dei Senatori discussioni: 25 novembre 1909 - 21 marzo 1910], Forzani e c., 1909. URL consultato il 1º marzo 2024.
25. ↑   Bandiere blu 2007, su feeitalia.org. URL consultato il 13 dicembre 2007 (archiviato dall'url originale il 14 dicembre 2007).
26. ↑   Copia archiviata, su La tutela del blu, TrattoBlu. URL consultato il 13 dicembre 2007 (archiviato dall'url originale il 28 dicembre 2007).
27. ↑   Virgilio C. Galati, Turismo e villaggi turistici nella Puglia balneare del secondo dopoguerra (1956-1993), in Ferruccio Canali (a cura di), Urbanistica per la villeggiatura e per il turismo nel Novecento, Annali di storia dell'urbanistica e del paesaggio, vol. 3, 2015,  pp. 304-341, ISBN 978-88-98019-33-5.
28. 1 2 3 4 5 6 7 8 9 10 11 12 13   Anagrafe degli Amministratori Locali e Regionali, su Ministero dell'Interno. URL consultato il 20 novembre 2015 (archiviato dall'url originale il 7 gennaio 2017).
29. ↑   Clamoroso ritorno di Calabrese alle Tremiti: batte Fentini ed è di nuovo sindaco, su FoggiaToday, 13 giugno 2022.
30. ↑   Nuovo logo per la carta intestata del Comune di Vasto, in ZonaLocale, Vasto, 12 aprile 2023.
31. ↑   Come arrivare alle isole Tremiti, su tremiti.eu. URL consultato il 17 gennaio 2022.